# Argo AI

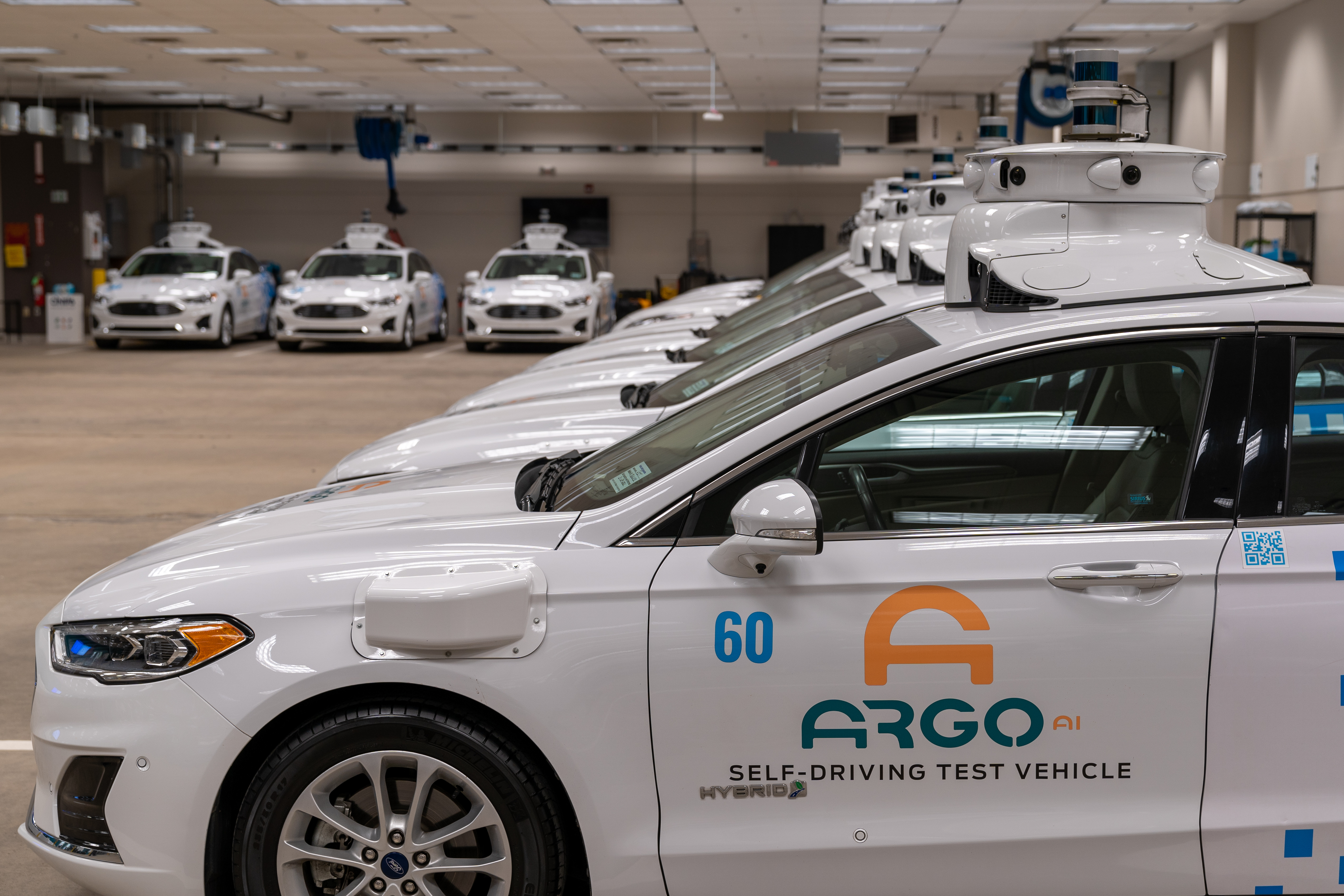
Testfahrzeuge von Argo AI

Argo AI war ein US-amerikanisches Unternehmen im Bereich Künstliche Intelligenz und autonomes Fahren mit Sitz in Pittsburgh, Pennsylvania. Es entwickelte die Software, Hardware, Karten und Cloud-Support-Infrastruktur für selbstfahrende Fahrzeuge. Die Hauptpartner und Investoren von Argo AI waren Ford Motor (2017–2022) und die Volkswagen AG (2020–2022). Die Technologie von Argo wurde im Rahmen dieser Partnerschaften in die von diesen Automobilherstellern hergestellten Fahrzeuge eingebaut.
Im Juli 2020 beschäftigte das Unternehmen mehr als 1000 Mitarbeiter, mit Niederlassungen in Pittsburgh, Detroit, Palo Alto, Cranbury und München. Im Juni 2020 kam Argo AI auf eine Unternehmensbewertung von 7,25 Milliarden US-Dollar.

## Geschichte
Das Unternehmen wurde 2016 von Bryan Salesky und Peter Rander, ehemalige Forscher der Forschungsprogramme zum autonomen Fahren von Google und Uber, gegründet. Argo AI wurde ursprünglich Ende 2016 durch eine kleine Seed-Runde von einer nicht genannten Quelle finanziert. Im Februar 2017 gab die Ford Motor Company bekannt, dass sie in den nächsten fünf Jahren eine Milliarde US-Dollar in Argo AI investieren wird, um ein virtuelles Fahrersystem für autonome Fahrzeuge des Automobilherstellers zu entwickeln. Im Oktober 2017 übernahm Argo Princeton Lightwave, einen Hersteller von Lidar-Technologie mit Sitz in Cranbury in New Jersey.
2017 gab Argo AI Universitätspartnerschaften mit der Carnegie Mellon University und dem Georgia Institute of Technology bekannt, um Technologien für Computer Vision und maschinelles Lernen zu erforschen. 2019 richtete Argo AI mit einer Investition von 15 Millionen Dollar ein Forschungszentrum für autonomes Fahren an der Carnegie Mellon University ein.
Im Juni 2020 investierte Volkswagen 2,6 Milliarden US-Dollar in Argo AI. Im Rahmen der Vereinbarung investierte Volkswagen 1 Milliarde Dollar in bar in Argo AI und fusionierte seine in München ansässige Einheit für autonomes intelligentes Fahren (AID) im Wert von 1,6 Milliarden Dollar mit Argo AI.
Ende Oktober 2022 gab Ford bekannt, sein Engagement sofort zu beenden. Ford und Volkswagen halten jeweils 40 Prozent an Argo AI. Volkswagen kündigte danach an, nicht weiter in Argo AI zu investieren. Den mehr als 280 Mitarbeitern in München teilte man mit: „Wir freuen uns, Ihnen mitteilen zu können, dass Ihr Beschäftigungsverhältnis nicht unterbrochen wird.“ Ford gab bekannt, dass das Unternehmen aufgelöst und einige Mitarbeiter weiter von VW und Ford beschäftigt werden. Die Technologie von Argo soll weiterverwendet und von Ford und VW intern weiterentwickelt werden.

## Technologie
Im Sommer 2017 behauptete Argo, dass seine Technologie zukünftig Level 4-fähige selbstfahrende Systeme (SDS) für autonom fahrende Fahrzeuge liefern würde. Die von Argo entwickelte Technologie umfasst das gesamte System für autonome Fahrzeuge, einschließlich der Software- und Hardware-Rechenplattformen, Sensoren, Kameras, Radar und Light Detection and Ranging Radar (LIDAR). Argo AI hat im Rahmen seiner Forschungs- und Entwicklungsinitiativen Teststandorte für selbstfahrende Fahrzeuge in Pittsburgh und Dearborn und testet seine Technologie auch in anderen US-amerikanischen Städten.